# Тотальний футбол
«Тотальний футбол» — тактична схема, коли гравець, рухаючись по полю, замінює інших футболістів на їх місцях, таким чином зберігаючи їх намічену організаційну структуру. У цій системі можуть бути присутні гравці без встановленої ролі, будь-який футболіст може бути послідовно нападником, півзахисником і захисником.
Тактичний успіх «Тотального футболу» залежить значною мірою від адаптованості кожного футболіста на певному ігровому місці на полі (захист, півзахист, напад). Схема складається з футболістів, які надзвичайно добре навчені як тактично, так і фізично, оскільки  швидкість гравців у цій схемі має величезне значення.

## Історія
Основу для «тотального футболу» заклав ще до нідерландських фахівців тренер «золотої команди Угорщини». Потім вже пізніше її удосконалив і довів до досконалості англійський тренер Джек Рейнолдс, який був головним тренером «Аякса» з Амстердама в 1915—1925, 1928—1940 і 1945—1947 роках.
Рінус Міхелс, який грав під керівництвом Рейнолдса, а пізніше став головним тренером «Аякса», став розвивати тактичну схему «тотального футболу» (Totaalvoetbal нідерландською мовою). У 1970-х роках Міхелс використовував цю схему успішно, але коли на пост тренера прийшов Штефан Ковач (Міхелс пішов у «Барселону», схему, яка застосовувалася в клубі, на деякий час забули.
Зірка «Аякса» Йоган Кройф був на полі центральним нападником, протягом всього матчу він переміщався по всьому полю. Саме переміщення по полю призводило до помилок суперника; команда, що застосовувала «тотальний футбол», як правило, мала величезну перевагу над суперником.
Місце гравця і створення моментів були життєво важливі для тактики «тотального футболу»; захисник «Аякса» Баррі Гюльсгофф пояснив, як команда виграла європейський кубок 1971, 1972 і 1973 роках: «Ми обговорювали це все час. Кройф завжди говорив, що ми повинні тікати тоді, коли це потрібно, стояти на місці, коли це потрібно».
Після фінального матчу за кубок чемпіонів 1972 року, коли «Аякс» переміг італійський «Інтер» з рахунком 2:0, всі європейські газети вийшли з приміткою: «Смерть катеначо, тріумф тотального футболу». Нідерландська газета «Algemeen Dagblad» написала: «Тактика „Інтера“ знищена. Захисний футбол зруйнований».

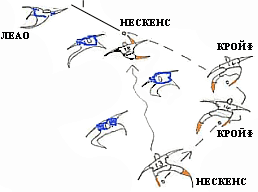
Схема голу Йогана Нескенса, забитого у ворота бразильців

Рінус Міхелс був призначений головним тренером збірної Нідерландів у 1974 році, якій належало грати на Чемпіонаті світу. Збірна в основному складалася з гравців «Аякса» і «Феєнорда», тільки один з гравців збірної Роб Ренсенбрінк виступав у Бельгії і не мав поняття про «тотальний футбол», хоча поступово він пристосувався до нової для нього тактичної схеми. Під час турніру Нідерланди спочатку здобули великі перемоги над: збірними Аргентини 4:0, НДР 2:0, і Бразилії 2:0.
У фіналі збірна ФРН змогла протистояти «тотальному футболу» і перемогла 2:1. В тому матчі спочатку на 2-й хвилині з пенальті, заробленого Кройфом, забив півзахисник Нідерландів Йоган Нескенс. В кінці матчу Кройф, якому протистояв Берті Фогтс, був уже непомітний на полі. У центрі поля у Німеччині домінували Франц Беккенбауер, Улі Генесс і Вольфганг Оверат. У підсумку збірна Німеччини відповіла голами Пауля Брайтнера і Герда Мюллера.
Збірну Австрії називали в 1930-х дивною командою (Вундертім), оскільки саме Австрія першою з національних збірних грала в «тотальний футбол», точніше, це було лише перше зародження цього стилю. Не дивно, що «тотальний футбол» (у повному розумінні цього виразу) з'явився в Нідерландах, оскільки талановитий австрійський гравець 1940-х і 1950-х Ернст Гаппель був тренером в Нідерландах наприкінці 1960-х та на початку 1970-х. Він вводив у тактику команд («АДО Ден Гааг» і «Феєнорд») більш жорсткий стиль, він також тренував збірну Нідерландів на Чемпіонаті світу 1978 року, де команда знову дійшла до фіналу і знову його програла.
В СРСР зразком «тотального футболу» було київське «Динамо». З приходом на пост тренера Валерія Лобановського в 1974 році, тактичні складові кардинально помінялися. На перший план прийшла висока фізична підготовка і колективізм. Завдяки класу таких футболістів, як Олег Блохін, Ігор Бєланов, Володимир Мунтян, Олександр Заваров, команда мала успіх у єврокубках. У 1997 році кияни здолали каталонську «Барселону» з розгромним рахунком 4:0, використовуючи ті ж методи теорії «тотального футболу».
У 1987 році продовжувачем теорії «голландської системи» став італійський «Мілан». Завдяки нідерландському тріо Руд Гулліт — Марко Ван Бастен — Франк Райкард, «россонері» того часу двічі вигравали Лігу Чемпіонів і Суперкубок УЄФА.
На початку ХХІ століття з команд, що активно застосовують тактику «тотального футболу», можна виділити іспанську «Барселону», що досягла великих успіхів завдяки цьому стилю, який отримав назву «тікі-така» і має коріння у філософії тотального футболу Йогана Кройфа, який був менеджером «Барселони» з 1988 по 1996 рік.

## Тотальний футбол— плюси і мінуси
Перевагами даної тактичної схеми є варіативність при атаці, широта дій за рахунок вінгерів. В кожній лінії є гравці, які підтримують атаку, високий пресинг, мобільність при перестроюванні.
Недоліками можна назвати «вимикання» атакуючих гравців з числа захисників усього лише одним довгим точним пасом. Гравці повинні володіти хорошим знанням контролю м'яча, адже саме це має на увазі «тотальний футбол», мати хорошу фізичну готовність і витривалість для постійного пресингу. Півзахисники повинні бути взаємозамінними, мають бути універсалами, інакше обрана схема приречена на провал.

## Клубні команди і збірні, які використовують або використовували «тотальний футбол»
- «Аякс»
- «Арсенал»
- «Баварія»
- «Барселона»
- «Динамо» (Київ)
- «Мілан»
- Збірна Угорщини
- Збірна Нідерландів